# Cinco Saltos
Cinco Saltos est une ville d'Argentine qui se trouve dans le département de General Roca, en province de Río Negro. C'est une des villes importantes de la haute vallée du Río Negro ; elle est située sur la rive gauche du río Neuquén, à quelques kilomètres de sa confluence avec le río Limay.

## Population
La ville comptait 17 739 habitants en 2001, soit une baisse de 6,3 % par rapport aux 18 931 de 1991. La ville est ainsi la 7º plus importante localité de la province.